# Johann Martin Lochmann
Johann Martin Lochmann (* 6. Mai 1768 in Groß-Gerau; † 19. Juni 1827 ebenda) war ein hessischer Handelsmann und Politiker und Abgeordneter der 2. Kammer der Landstände des Großherzogtums Hessen.
Johann Martin Lochmann war der Sohn des landgräflichen Zollverwalters, Handelsmanns und Ratsherren Johann Philipp Lochmann (1741–1806) und dessen Ehefrau Margarethe Elisabeth, geborene Grünling (1746–1807). Lochmann, der evangelischen Glaubens war, war Handelsmann und großherzoglicher Zollverwalter in Groß-Gerau und heiratete Maria Margaretha geborene Gerber (1775–1813).
Von 1820 bis 1824 gehörte er der Zweiten Kammer der Landstände an. Er wurde für den Wahlbezirk Starkenburg 8/Wald-Michelbach gewählt.